# ルイ・ド・ブルボン (リエージュ司教)
ルイ・ド・ブルボン（Louis de Bourbon, 1438年 - 1482年8月30日）は、リエージュ司教（在位：1456年 - 1482年）。

## 家族
ルイはブルボン公シャルル1世とアニェス・ド・ブルゴーニュの息子である。姉イザベルはブルゴーニュ公シャルル豪胆公の2番目の妃となった。
伯父ブルゴーニュ公フィリップ3世のもとで育てられ、教育を受け、フィリップ3世はルイをルーヴェン大学で10年間勉学させた。
ルイは1464年にゲルデルン公アルノルトの娘カタリーナと秘密裏に結婚したと言われている。しかしこれは17世紀につくられた説であり、現在では誤りであると考えられている。
ルイには3人の息子がいた（愛妾との間の子とみられる）。
- ピエール・ド・ブルボン（1464年 - 1529年）[3] - ブルボン＝ビュッセ家の祖
- ルイ・ド・ブルボン（1465年 - 1500年）
- ジャック・ド・ブルボン（1466年 - 1537年）

## 司教座をめぐる対立
1456年、ルイはブルゴーニュ公フィリップ3世の尽力により、教皇カリストゥス3世に圧力を加え、69歳のヨハン・フォン・ハインスベルクを解任することによりリエージュ司教職を与えられた。リエージュがブルゴーニュの領土にほぼ囲まれていたため、ルイの行動は直ちに問題を引き起こし、フランスの干渉を許すこととなった。
市民は新しい司教とブルゴーニュの影響力を拒否し、それがリエージュ戦争につながった。ルイはマーストリヒトに追放された。ラース・ファン・ヘールスの下で戦ったマルク・ド・バードは、リエージュ市民により司教とされたが、リエージュは主権を失った。1467年に起こった反乱はブルステムの戦いで鎮圧された。
1468年の夏、教皇特使の介入を受けて再びブルゴーニュ公シャルル豪胆公からの独立を主張しルイは司教位に戻ったが、リエージュからの襲撃隊によりトンゲレンで捕らえられた。1465年に司教に対抗するリエージュ市民を支援したルイ11世とシャルル豪胆公の思いがけない同盟により、ルイは釈放された。リエージュは占領され、1468年10月30日に略奪を受けた。感謝の気持ちを込めて、ルイはシャルル豪胆公に聖ユベールの角笛を贈った。角笛は現在ウォレス・コレクションに収蔵されている。

## 暗殺

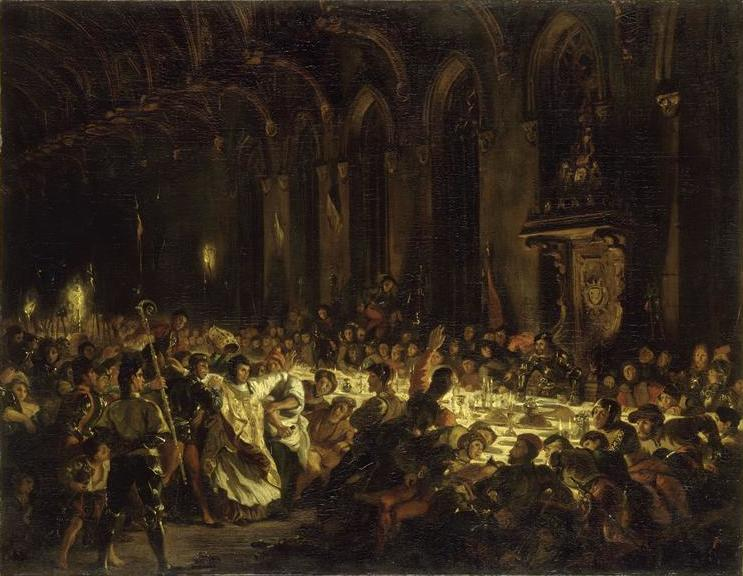
リエージュ司教ルイの暗殺（ウジェーヌ・ドラクロワ画）

ルイはコンデとルーズをマリー・ド・モンモランシーに売却した。
1477年、シャルル豪胆公が殺害され、シャルルの娘で相続人であったマリー・ド・ブルゴーニュはサン・ジャックの和約に署名することを強いられ、司教の立場は強固なものとなったが、主権はリエージュに返還された。この時、ルイはマリーを将来のフランス王シャルル8世（当時はフランス王太子）と結婚させることを望んでいた一人であった。
ルイは1482年8月30日まで統治したが、1478年からローニュ城から領土に対して活動を行っていた軍人ウィレム・ファン・デア・マルクにより暗殺された。

## 文学と芸術
ルイの暗殺はウォルター・スコットの小説『クエンティン・ダーワード（Quentin Durward）』で描かれているが、それは歴史的に正確とは程遠い。スコット自身の序文はこのことを認めている：「リエージュ司教ルイ・ド・ブルボンの殺害に現在の日付を設定することは歴史と異なる。司教がその都市の反乱軍によって捕虜になったのは事実である。それもまた真実である。反乱の報告は司教が殺害されたという噂とともにシャルルのもとに届き、当時権力を握っていたルイに対する憤りを刺激したが、これらの出来事は1468年に起こり、司教殺害は1482年まで起こらなかった。」
J. フランクリンによる「"アルデンヌの野生のイノシシ"ウィレム・ファン・デア・マルクの命により殺害されるリエージュ司教」と題された絵画（E. ポートベリーによる版画）が、1838年にレティシア・エリザベス・ランドンの詩とともに、『 Death of Louis of Bourbon』としてフィッシャーズ・ドローイング・ルーム・スクラップ・ブックに掲載された。